# 버스테크
버스테크(영어: Bustech)는 오스트레일리아의 자동차 메이커이다. 본사는 오스트레일리아 퀸즐랜드주 골드코스트에 위치해 있다.

## 역사
이 회사의 경우 오스트레일리아의 버스 기업인 서프사이드 버스라인(영어: Surfside Buslines)에 의해 1998년에 설립했다. 설립 초기에 메르세데스-벤츠 버스와 볼보 버스 샤시를 이용해 버스를 생산했다. 2004년 10월에 새로운 공장이 신설되면서 공장을 이전했다. 2008년에 모기업인 서프사이드 버스라인(영어: Surfside Buslines)의 구조 조정으로 트랜짓 오스트레일리아 그룹(영어: Transit Australia Group)에 인수를 했는데 그 과정에서 서프사이드 버스라인(영어: Surfside Buslines)과 함께 넘어가게 되었다. 같은 해 10.5 미터 MDI 버스 생산을 하기 시작했다. 이는 1973년 이후 생산된 12.5미터 CDI 더블데커로 버스테크 역사상 최초로 더블테크 버스를 생산하게 되었다. 2009년에 생산 1,000대를 돌파했다. 2011년에 XDI 등급의 저상버스를 생산을 개시했다.

## 사진

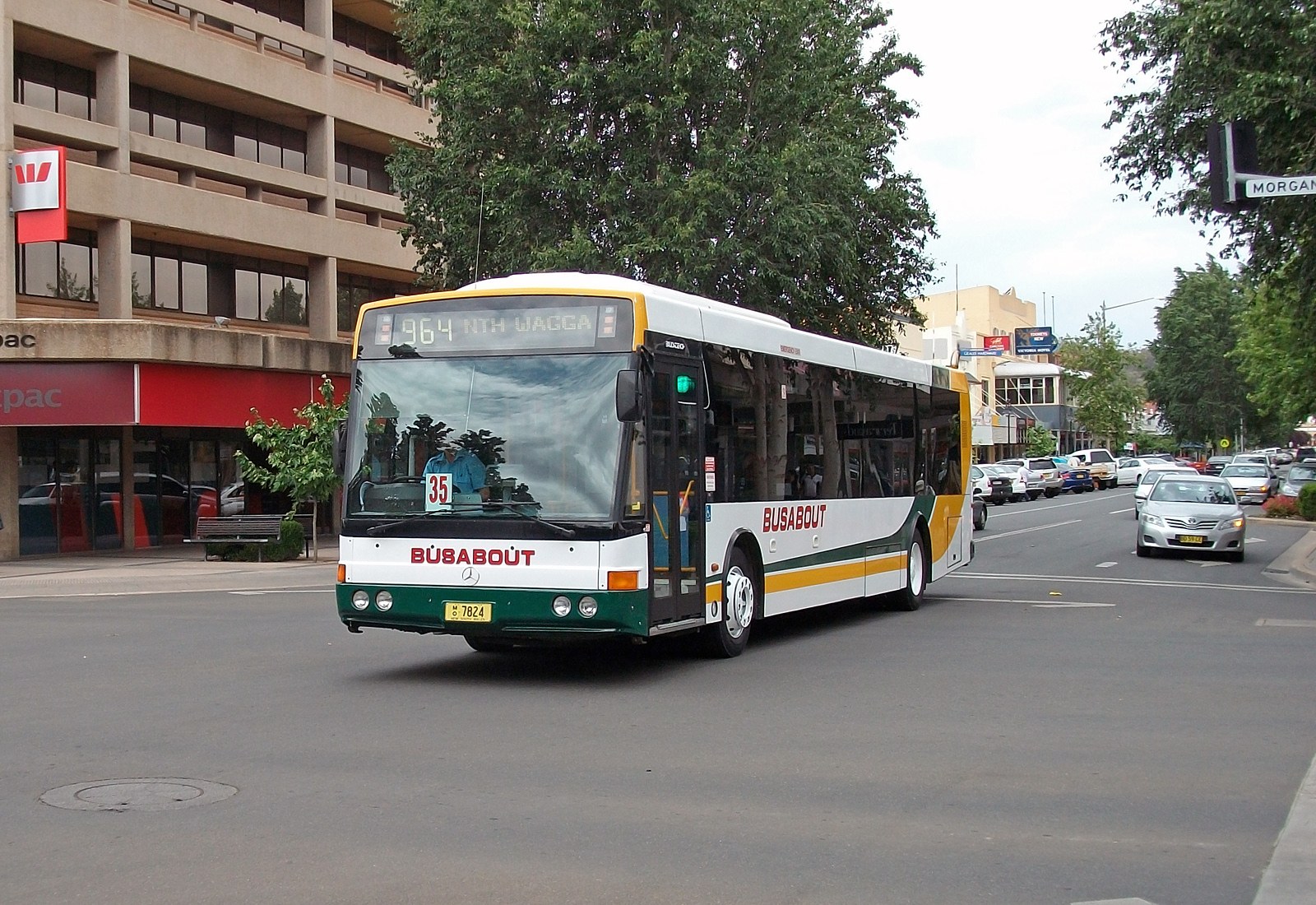
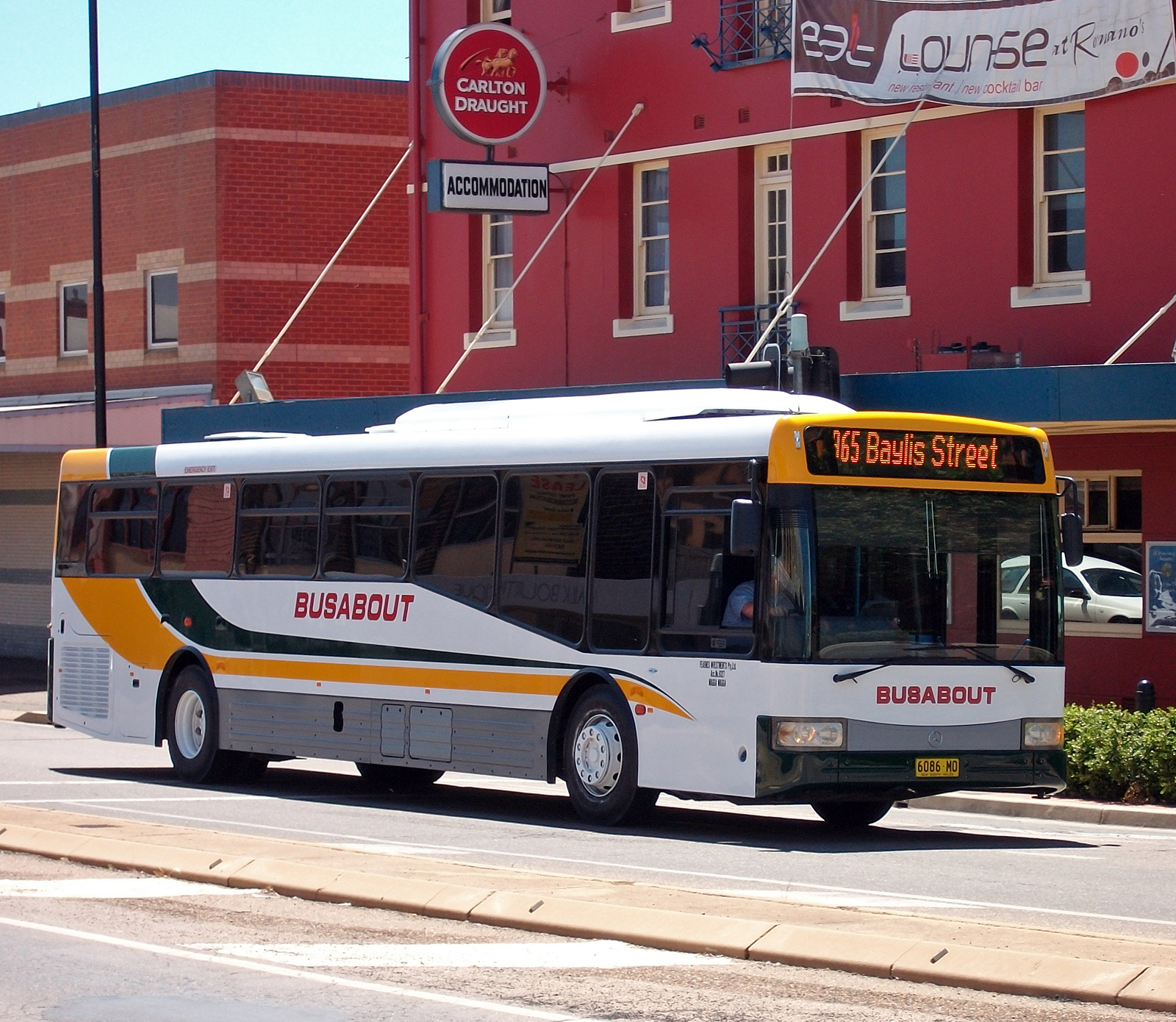
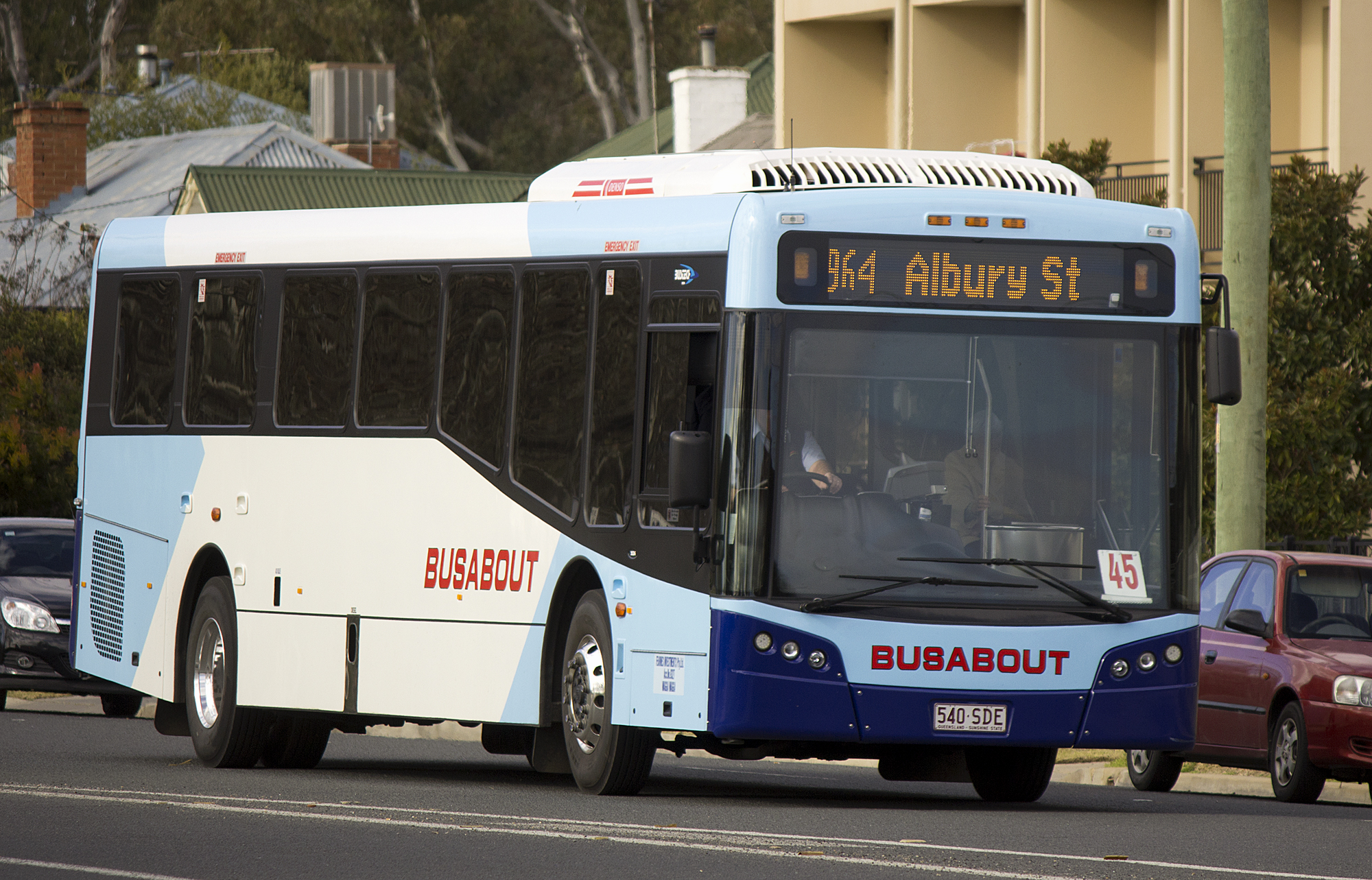
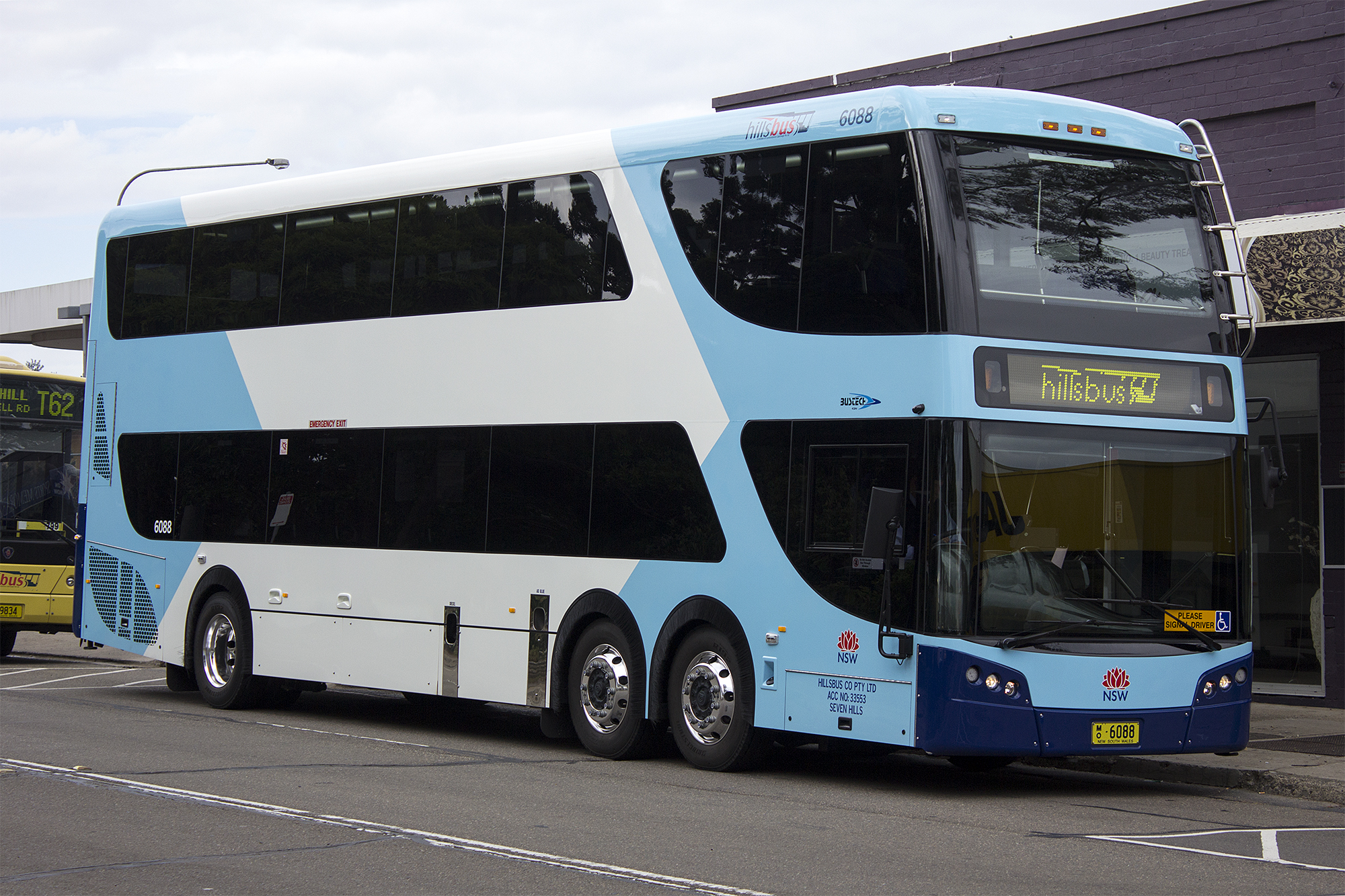
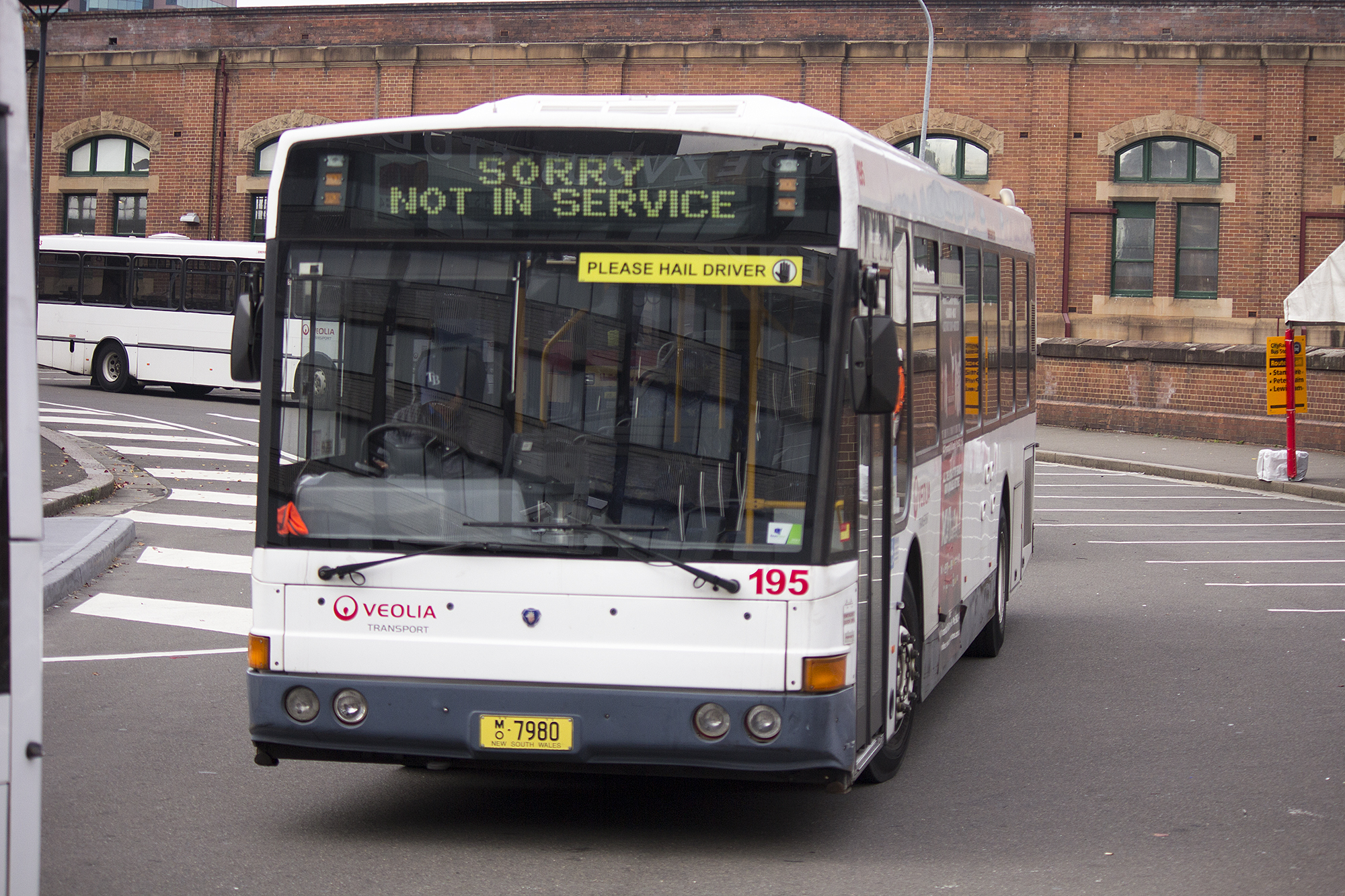

## 생산 차량
- VST[3]
- SBV/SBM[4]
- MDi[5]
- XDi[2]
- CDi
- ADi
- SDi